# Émulsion de Pickering
Une émulsion de Pickering, parfois appelée émulsion de Ramsden, est une émulsion stabilisée par des particules solides (par exemple de la silice colloïdale) qui s'adsorbent à l'interface entre une phases d'eau et une phase d'huile. En général, les émulsions peuvent être soit des émulsions de type eau dans huile, soit des émulsions de type huile dans eau. Mais d'autres systèmes plus complexes tels que des émulsions eau dans eau, huile dans huile, eau dans huile dans eau et huile dans eau dans huile existent également. Les émulsions Pickering doivent leur nom au chimiste britannique SU Pickering, qui a décrit le phénomène en 1907, bien que l'effet ait été reconnu pour la première fois en 1903 par Walter Ramsden,.

## Principe
Lorsque de l’huile et de l’eau sont mélangées et que de petites gouttelettes d’huile se forment et se dispersent dans l’eau (émulsion huile dans eau), les gouttelettes finiront par fusionner par coalescence afin de minimiser l'énergie dans le système. Cependant, si des particules solides sont ajoutées au mélange, elles vont se lier à l’interface entre les gouttelettes d'huile et l'eau et empêcheront les gouttelettes de fusionner, ce qui stabilise l’émulsion.
Certaines propriétés des particules solides, telles que l'hydrophobie, la forme et la taille, ainsi que la concentration en électrolyte de la phase continue, ou encore le rapport volumique des deux phases, peuvent avoir une influence sur la stabilité de l'émulsion. Par exemple, l'angle de contact de la particule solide avec la surface de la gouttelette est une caractéristique de l'hydrophobie de la particule. Si l'angle de contact est faible, la particule sera plus mouillée par la gouttelette d'huile que par l'eau et ne risquera donc pas d'empêcher la coalescence des gouttelettes. Les particules partiellement hydrophobes constituent de meilleurs stabilisants car elles sont partiellement mouillables par les deux liquides et se lient donc mieux à la surface des gouttelettes. L'angle de contact optimal pour stabiliser une émulsion est celui qui permet à la particule d'être mouillée de façon symétrique par les deux phases (c'est-à-dire pour un angle de contact de 90°). L'énergie de stabilisation est donnée par l'expression :
{\displaystyle \Delta E\ =\pi r^{2}\gamma _{OW}(1-|\cos {\theta _{OW}}|)^{2},}
dans laquelle {\displaystyle r} est le rayon de la particule solide, {\displaystyle \gamma _{OW}} est la tension à l'interface, et {\displaystyle \theta _{OW}} est l'angle de contact de la particule avec l'interface.
Lorsque l'angle de contact est égal à 90°, l'énergie nécessaire à la stabilisation du système est minimale. Généralement, la phase qui mouille le plus la particule est la phase continue de l'émulsion. Les émulsions Pickering les plus courantes sont les émulsions huile dans eau en raison du caractère hydrophile de la plupart des particules organiques.

## Exemples
Un exemple d'émulsion Pickering est le lait homogénéisé. Les unités de protéines du lait (les caséines) sont adsorbées à la surface des gouttelettes de matière grasses du lait et agissent comme des éléments tensioactifs. La caséine remplace la membrane des gouttelettes de graisses, qui est endommagée lors de l'homogénéisation. D'autres exemples d'émulsions, pour lesquelles les particules Pickering peuvent être les espèces stabilisantes, sont les détergents, les chocolats allégés, les mayonnaises et les margarines.

## Applications
Les émulsions Pickering ont suscité une attention et un intérêt croissants pour la recherche depuis le début des années 2000, lorsque l'utilisation de tensioactifs traditionnels a été remise en question pour des raisons d'environnement, de santé et de coût. Jusqu'à récemment, les nanoparticules synthétiques, en tant que stabilisants d'émulsion Pickering, avec des tailles et des compositions bien définies, étaient les particules suscitant le plus d'intérêt. Mais, depuis peu, les particules organiques naturelles ont commencé à attirer une attention accrue. On pense qu’elles ont des avantages en termes de rentabilité et la dégradabilité, et qu’elles sont issus de ressources renouvelables. Les émulsions Pickering trouvent des applications pour la récupération assistée du pétrole ou l'assainissement de l'eau. Certaines émulsions de Pickering restent stables même dans des conditions gastriques et présentent une très grande résistance à la lipolyse gastrique, facilitant leur utilisation pour une digestion et une satiété contrôlées des lipides ou pour des systèmes d'administration par voie orale.
En outre, il a été démontré que la stabilité des émulsions Pickering pouvait être améliorée en utilisation des particules Janus amphiphiles, à savoir des particules qui ont un côté hydrophobe et un côté hydrophile, en raison de l'énergie d'adsorption plus élevée des particules au niveau de l'interface entre deux liquides. Ceci a été mis en évidence lors des observations de la stabilisation d'émulsion à l'aide de polyélectrolytes.
Il est également possible d'utiliser des particules de latex pour la stabilisation Pickering, puis de les fusionner afin de former une coque ou une capsule perméable, appelée colloïdosome. De plus, les gouttelettes des émulsions Pickering constituent des modèles appropriés pour la microencapsulation et la formation de capsules fermées et non perméables. Cette forme d'encapsulation peut également être appliquée aux émulsions de type eau dans eau (dispersions de solutions aqueuses de polymères en phases séparées) et peut également être réversible. Les microbulles stabilisées par Pickering peuvent avoir des applications comme produits de contraste pour l'imagerie en échographies,.

## Voir également
- Billes liquides